# Boguszewo (Mońki)
Pour les articles homonymes, voir Boguszewo.
Boguszewo est un village polonais de la gmina de Mońki, dans le powiat de Mońki, voïvodie de Podlachie, au Nord-Est du pays.

Selon le recenssement de la commune de 1921, ont habité dans le village 587 personnes, dont 572 étaient catholiques, 7 orthodoxes, et 8 judaïques. Parallèlement, 580 habitants ont déclaré avoir la nationalité polonaise, 7 la autre. Dans le village, il y avait 91 bâtiments habitables.